# 滙通天下 (電視劇)
《滙通天下》（英語：Land of Wealth）是香港電視廣播有限公司拍攝製作的清裝電視劇，全劇共32集，由陳豪、馬浚偉、郭羨妮及楊怡領銜主演，並由姜大偉、黃德斌、劉丹及姚嘉妮聯合主演，監製梁材遠。

## 演員表

### 齊家
| 演員   | 角色           | 暱稱/關係/職業 |
| 黎 宣  | 李曉梅         | 齊學仁之母 趙燕之奶奶 齊百川及齊素蘭之祖母 第2集被斬首 |
| 鍾景輝 | 齊學仁         | 戶部郎中 李曉梅之子 趙燕之夫 齊百川及齊素蘭之父 咸豐年代由蕭徽勇飾演，任職解餉官員 第2集被陷害導致被判滿門抄斬 齊百川為父翻案昭雪，獲追封為「孝廉公」（第31集） |
| 馮素波 | 趙 燕          | 齊學仁之妻 齊百川及齊素蘭之母 第2集被斬首 |
| 陳 豪  | 齊百川/ 范子齊 | 鼎豐盛大掌櫃（第27集始） 領喬蓁、虎兒赤、關雄等人遷居北京（第28集始） 轉型於北京長安街開辦「鼎豐盛銀行」（第32集） 在北京開設鼎豐盛鑄銀局（第30集） 捐官成為四品官（第29集） 三掌櫃（第20至26集） 歸化分號坐櫃（第16集） 總號跑街（第13集） 總號效習（起初） 齊學仁及趙燕之長子 齊素蘭之兄 喬本業之入贅女婿（從第27集始） 喬蓁之夫（從第27集始） 章崇文之好友 虎兒赤之安答 跟巴巴哈兒高娃相戀 為父成功翻案昭雪，獲慈禧太后御淮恢復舊姓名及回收齊家資產（第31集） 跟徐永懷及章崇文合作成功地把章孝儒繩之以法（第32集） 因為曾答應岳父把兒子過繼給喬家，故兒子名為「喬子健」（第32集） 替滿清朝廷辦理「大清銀行」（第32集） 吉祥鑄銀局前僱工 少年時在濟南普濟寺中住了12年 參見鼎豐盛票號 |
| 張美妮 | 齊素蘭         | 齊學仁及趙燕之幼女 齊百川之妹 第2集被斬首 |
| 許文翹 | 明 心          | 齊百川之書僮 第2集頂替齊百川被斬首 |

### 章家
| 演員   | 角色   | 暱稱/關係/職業 |
| 陳鴻烈 | 章孝儒 | 一品軍機大臣 吏部尚書兼外交事務官 開封人 谷芬芳之夫 章崇禮及章崇文之父 反對章崇文跟喬蓁交往 射殺柴毅以滅口（第31集） 親手毒死長子章崇禮，把罪名全數嫁禍並訛稱他是畏罪服毒（第31集） 因教子無方被降官一級及停俸祿2年（第31集） 誤毒害喬蓁並誣告齊百川與維新黨員合謀毒害慈禧太后（第32集） 槍殺妻子谷芬芳（第32集） 驗證出他跟柴毅同是「虧空庫房、販賣假銀元」之罪犯（第32集） 最終受滿清朝廷律法制裁（第32集） |
| 李麗麗 | 谷芬芳 | 軍機大臣夫人 章孝儒之妻 章崇禮及章崇文之母 為救章崇文被丈夫槍斃（第32集） |
| 林敬剛 | 章崇禮 | 刑部二品官員（從第24集始） 二品官員 開封人 章孝儒及谷芬芳之長子 章崇文之兄 私下跟柴毅勾結 第九位知道范子齊真正身份之人（第30集：憑偷聽范子齊與章崇文之對話） 被父親以毒茶殺人滅口（第31集） |
| 馬浚偉 | 章崇文 | 禮部主事 開封人 戶部郎中（從第27集始） 林英傑之幕僚 曾任山西平遙知懸，因滅豬瘟疫被革職 恩科高中榜眼後（第12集），獲派暗中調查祈福佑財富來源 章孝儒及谷芬芳之幼子 章崇禮之弟 跟喬蓁相戀 後來為救喬本業跟喬蓁分手（第26集） 巴巴哈兒高娃及齊百川之好友 第八位知道范子齊真正身份之人（第30集：拘捕行動中） 大義滅親，跟齊百川及徐永懷成功獲取其父之罪證（第32集） 辭官往日本（第32集）                             |
| 楊敏希 | 楊 枝  | 章家婢女 |

### 喬家、曹家
| 演員   | 角色         | 暱稱/關係/職業 |
| 姜大偉 | 喬本業       | 鼎豐盛財東 山西人 山西票業會館主席（第14至26集） 官居四品 孟月娥及巴巴哈兒高娃之夫 喬菁及喬蓁之父 方潤田之岳父 跟曹裕泰敵對 因窩藏維新黨員被章崇禮所捕（第26集） 第四位知道范子齊真正身份之人（第25集） 第27集病逝 參見鼎豐盛票號                                                                            |
| 呂 珊  | 孟月娥       | 財東夫人 喬本業之正室 喬菁及喬蓁之母 孟月嫦之妹 方潤田之岳母 擅長造衣服、刺繡及包餃子 第21集病逝 |
| 郭羨妮 | 巴巴哈兒高娃 | 第二任財東夫人 喬本業之繼室（從第24集開始） 蒙古人 虎兒赤之姊 婚前曾是喬家婢女（後期主要服侍孟月娥） 布仁巴圖之舊情人，分開約3年後復合 跟范子齊相戀 章崇文之好友 被喬菁及方潤田欺壓 第三位知道范子齊真正身份之人（第25集） 跟喬家眾人道別回歸化居住（第32集） 擅長飼養、訓練、馴服、策騎馬匹，以及跟馬匹溝通 |
| 郭羨妮 | 花玲瓏       | 花國狀元 北京蝶戀花之當紅青樓女子（第28集始出現） 蘇州人 兩年前患上大病 親口承認恢復記憶，確是巴巴哈兒高娃（第31集） |
| 姚嘉妮 | 喬 菁        | 喬本業及孟月娥之長女 方潤田之妻 喬蓁之姊 曹裕泰及孟月嫦之姨甥女 曹景賢之大表姐 欺壓巴巴哈兒高娃 |
| 黃德斌 | 方潤田       | 鼎豐盛山西平遙總號二掌櫃 喬本業及孟月娥之入贅女婿 喬菁之夫 一直渴望晉升為大掌櫃 討厭及欺壓巴巴哈兒高娃 因不服范子齊作大掌櫃而離開喬家及鼎豐盛（第27集） 痛改前非而回喬家及鼎豐盛（第28集） 范子齊正式晉升他為大掌櫃（第28集始） 參見鼎豐盛票號                                                             |
| 楊 怡  | 喬 蓁        | 大掌櫃夫人 喬本業及孟月娥之幼女 喬菁之妹 曹裕泰及孟月嫦之姨甥女 曹景賢之二表姐 跟章崇文相戀，第26集分手 齊百川之妻（從第27集始） 隨范子齊遷居北京（第28集始） 第六位知道范子齊真正身份之人（第30集） 在大牢中為齊百川誕下兒子「喬子健」後逝世（第32集） 獲追封為「忠義夫人」（第32集）                       |
| 劉 丹  | 曹裕泰       | 鼎豐盛山西平遙總號大掌櫃 孟月嫦之夫 曹景賢之父 跟喬本業敵對 喬菁及喬蓁之姨丈 煽動十三老幫變節不遂後，第10集跟喬家決裂，離開鼎豐盛 參見鼎豐盛票號 第11集成為永亨泰票號大掌櫃 參見永亨泰票號 |
| 陳秀珠 | 孟月嫦       | 大掌櫃夫人 曹裕泰之妻 曹景賢之母 孟月娥之姊 喬菁及喬蓁之姨媽 第10集隨丈夫離開喬家 因企圖謀殺巴巴哈兒高娃被孔令威知懸拘捕（第31集） |
| 黎諾懿 | 曹景賢       | 鼎豐盛山西平遙總號跑街 曹裕泰及孟月嫦之子 喬菁及喬蓁之表弟 暗戀喬蓁 第10集隨父親離開鼎豐盛 參見鼎豐盛票號 參見永亨泰票號 |
| 顏國樑 | 馮應春       | 老馮 喬家管家 |
| 冼灝英 | 關 雄        | 老關， 關師傅 喬本業近身侍從，孤兒 第五位知道范子齊真正身份之人（第26集） 隨范子齊遷居北京（第28集始） 為保護范府眾人被柴毅手下所殺（第31集） |
| 余慕蓮 | 鄭 嫂        | 喬家僕人 |
| 雷 恩  | 春 花        | 喬家婢女 |
| 潘冠霖 | 夏 竹        | 喬家婢女 主要服侍孟月嫦 |
| 張雪芹 | 秋 嬋        | 喬家婢女 喬本業再婚後，主要服侍巴巴哈兒高娃 |
| 楊洛婷 | 小 雪        | 喬家婢女 主要服侍喬蓁 隨范子齊及喬蓁遷居北京（第28集始） |
| 張貝蒨 | 小 碧        | 喬家婢女 |

### 鼎豐盛票號
| 演員   | 角色   | 暱稱/關係/職業 |
| 姜大偉 | 喬本業 | 財東 第10集起兼任大掌櫃 鼎豐盛是負責京餉滙兌之大票號 參見喬家 |
| 劉 丹  | 曹裕泰 | 山西平遙總號大掌櫃 第10集離開鼎豐盛 第11集成為永亨泰票號大掌櫃 參見曹家 |
| 黃德斌 | 方潤田 | 二掌櫃 參見喬家 |
| 陳 豪  | 范子齊 | 亞齊 效習 獲喬本業賞識，升為跑街（第13集至15集） 歸化分號坐櫃（第16至19集） 三掌櫃（第20至26集） 大掌櫃（第27集始） 在北京開設鼎豐盛鑄銀局（第30集） 轉型於北京長安街開辦「鼎豐盛銀行」（第32集） 參見齊家     |
| 黎諾懿 | 曹景賢 | 山西平遙總號跑街 第10集隨父親離開鼎豐盛 參見曹家 |
| 黃嘉樂 | 虎兒赤 | 效習 第16至19集在歸化分號為效習 跑街（第20至23集） 坐櫃（從第24集開始） 隨范子齊遷居北京並跟霍正良學習（第28集始） 第七位知道范子齊真正身份之人（第31集：范子齊向徐永懷解釋時，間接透露虎兒赤是知情者） 參見蒙古 |
| 陳榮峻 | 霍正良 | 北京十三老幫 |
| 曾守明 | 區永年 | 歸化十三老幫 惟一選擇不偏倚喬曹任何一方之老幫 曾挪用公款並獲機會改過 因土匪劫掠急需撤莊，暫離歸化，被安排在總號工作（第19至20集）                                                                              |
| 李子奇 | 王老幫 | 十三老幫 |
| 華忠男 | 萬老幫 | 十三老幫 |
| 李岡龍 | 胡老幫 | 十三老幫 |
| 羅君左 | 周老幫 | 廣東十三老幫 |
| 子明   | 莊有恭 | 老莊 文牘先生 負責訓練效習 因受曹裕泰收買而被喬本業革走（第16集） 投靠永亨泰 參見永亨泰票號 |
| 張漢斌 | 周見德 | 老周 管賬先生 |
| 徐 榮  | 厲 志  | 山西平遙總號坐櫃 |
| 戴耀明 | 坐櫃甲 | 北京分號 |
| 劉天龍 | 坐櫃乙 | 北京分號 |
| 劉深宜 | 坐櫃丙 | 北京分號 |
| 李永豪 | 康 非  | 效習 山西平遙人 曹裕泰之遠房親戚 因受永亨泰賄金而被喬本業革走（第12集） 參見永亨泰票號 |
| 鄭世豪 | 戴 寶  | 效習 山西平遙人 |
| 陸駿光 | 陳 敬  | 效習 山西平遙人 因偷竊玉珮被革走（第7集） |
| 杜 港  | 招 來  | 跑街（第20集始） 山東煙台人 第16至19集在歸化分號為效習 |
| 張達倫 | 李 辰  | 效習 湖南長沙人 |
| 寧 進  | 張 如  | 效習 山西太谷人 |
| 李鴻杰 | 麥浩信 | 前任漢口十三老幫 于第8集引疚辭職並退居呂梁山 |
| 楊證樺 | 雷 成  | 歸化分號二掌櫃 被土匪謀財害命（第19集） |

### 永亨泰票號
| 演員   | 角色   | 暱稱/關係/職業 |
| 招石文 | 水冰東 | 山西平遙永亨泰財東 |
| 劉 丹  | 曹裕泰 | 大掌櫃（從第11集開始） 新任山西票業會館主席（第26集） 舉報喬本業窩藏維新黨員（第26集） 誤殺林英傑之兇手（第23集） 因誤殺林英傑及教唆康非頂罪被孔令威知懸拘捕（第31集） 參見鼎豐盛票號 另見曹家 |
| 黎諾懿 | 曹景賢 | 二掌櫃（從第11集開始） 出家為和尚，法號「無塵」（第31集） 往大佛寺茹素禮佛，離開曹家及永亨泰（第28集） 得悉父親是誤殺林英傑之兇手（從第27集始） 參見鼎豐盛票號 另見曹家                        |
| 李永豪 | 康 非  | 跑街（從第13集開始） 為父債而頂替曹裕泰坐牢7年（第23集） 最終含冤死於牢中（第27集） 參見鼎豐盛票號                                                                                             |
| 余子明 | 莊有恭 | 老莊 文牘先生（從第17集開始） |

### 滿清朝廷
| 演員   | 角色          | 暱稱/關係/職業 |
| 程可為 | 慈 禧         | 光緒帝之母 年輕由康華飾演 |
| 簡慕華 | 慈 安         | （第1集） |
| 陳穎妍 | 慧太妃        | 於第1集被慈禧殺害 |
| 蒲茗藍 | 愛新覺羅·載湉 | 光绪帝 慈禧太后之子 |
| 鄺佐輝 | 李蓮英        | 內廷總管 |
| 羅樂林 | 徐永懷        | 吏部尚書 當年齊學仁案件之主審 暗中差派章崇文調查假銀元之事 搜出柴毅犯罪證據（第31集） 第十一位知道范子齊真正身份之人（第31集） 跟齊百川及章崇文成功地把章孝儒繩之以法（第32集） |
| 陳鴻烈 | 章孝儒        | 軍機大臣 參見章家 |
| 林敬剛 | 章崇禮        | 二品官員 參見章家 |
| 馬浚偉 | 章崇文        | 禮部主事 參見章家 |
| 黃澤鋒 | 王家平        | 章崇文之得力助手 晉升為進士前是章崇文之書友 |
| 郭 峰  | 柴 毅         | 戶部侍郎 一直主管朝廷銀庫 跟蕭天順、林英傑勾結，陷害齊學仁 後來聯合林英傑、章崇禮貪贓枉法 迷戀花玲瓏之美色 第十位知道范子齊真正身份之人（第31集） 第31集箭死於章孝儒手下        |
| 郭德信 | 蕭天順        | 戶部郎中 跟柴毅、林英傑勾結，陷害齊學仁 因試題外洩畏罪自殺（第12集） |
| 關 菁  | 林英傑        | 禮部侍郎 跟柴毅、蕭天順勾結，陷害齊學仁 後來跟柴毅、章崇禮貪贓枉法 主動聘請章崇文作幕僚 第二位知道范子齊真正身份之人（第22集） 因賄賂一事起爭執，被曹裕泰誤殺（第23集）         |
| 甘子正 | 安德海        | 慈禧太后之近身太監（咸豐至同治） |
| 黎彼得 | 祈福佑        | 山西平遙知縣 陶媚之夫 被章崇文以其貪污罪證拘捕（第15集） |
| 沈可欣 | 陶 媚         | 山西平遙知縣夫人 祈福佑之妻 被章崇文以其貪污罪證拘捕（第15集） |
| 詹秀君 | 桂 兒         | 宮女 |
| -      | 剛大人        | 內閣大臣 曾給恩科狀元人選之意見 |
| -      | 王國興        | 運送黃河活鯉之大臣 |
| 王維德 | 孔令威        | 山西平遙知縣（第21集始） 章崇文之繼任者 成功地以誤殺、教唆他人頂罪及企圖謀殺的罪名拘捕曹裕泰夫婦（第31集）                                                                    |

### 蒙古
| 演員   | 角色         | 暱稱/關係/職業 |
| 李家鼎 | 朮 金        | 打理千里香酒舖 蒙古人 鳥托娜之夫 巴巴哈兒高娃及虎兒赤之叔父 因欠債把千里香酒舖賣給喬本業並變成為酒舖打工 被土匪謀財害命（第19集）                                                                           |
| 朱咪咪 | 鳥托娜       | 打理千里香酒舖 蒙古人 朮金之妻 巴巴哈兒高娃及虎兒赤之叔嬸 因欠債把千里香酒舖賣給喬本業並變成為酒舖打工 被土匪謀財害命（第19集）                                                                             |
| 郭羨妮 | 巴巴哈兒高娃 | 蒙古人 虎兒赤之姊 參見喬家 |
| 黃嘉樂 | 虎兒赤       | 舅少（自姊姊婚後喬家上下對其的稱呼） 鼎豐盛坐櫃（從第24集開始） 蒙古人 跑街（從第20至23集） 第16至19集在歸化分號工作 效習（初入鼎豐盛） 巴巴哈兒高娃之弟 范子齊之安答 懂說漢語、蒙古語及英語 參見鼎豐盛票號 |
| 黃長興 | 布仁巴圖     | 施丹之合約僱員 蒙古人 懂說漢語、蒙古語、法語及英語 巴巴哈兒高娃之舊情人，分開約3年後復合 為救高娃兩姊弟及歸化分號老幫等人脫離土匪而下落不明（第19至20集）                                                   |

### 其他演員
| 演員           | 角色        | 暱稱/關係/職業 |
| 凌禮文         | 了空大師    | 濟南普濟寺之主持 4年來惟一知道范子齊真正身份之人 把普濟寺主持之位退位給弟子悟淨（第22集）                           |
| -              | 悟 志       | 濟南普濟寺和尚 |
| 廖麗麗         | 林英傑之妻  | |
| 黃文標         | 扎髯漢子    | 為了考驗喬本業的功力（第1集）                                                                                     |
| 許明志         | 史有朋      | |
| 趙樂賢         | 童景嶂      | |
| 裘卓能         | 申 耀       | |
| 宋紫盈         | 小 娟       | |
| 陳建文         | 官兵甲      | （第1至2集） |
| 陳建文         | 看巢昌      | 負責運送假銀元（第29集）                                                                                          |
| 曾梓明         | 官兵乙      | |
| 卓 躒          | 官兵丙      | |
| 張智軒         | 奕 訢       | |
| 江 暉          | 蔡 元       | 章崇文及王家平之書友，但考恩科時因作弊被逐出考場，並一生不得入仕途 協助章崇文暗中調查黑市假銀元之事（第28至29集） |
| 楊瑞麟         | 九 叔       | 吉祥鑄銀局工頭 |
| 林佳蓉         | 樂師甲      | 仙樂軒之樂師 |
| 伍濼文         | 樂師乙      | 仙樂軒之樂師 |
| 林敏儀         | 樂師丙      | 仙樂軒之樂師 |
| 羅泳嫻         | 影 憐       | |
| 羅天池         | 祥          | 吉祥鑄銀局之僱工 在吉祥鑄銀局之齊百川室友 因工被燒傷（第3集）                                                     |
| 何慶輝         | 何          | 吉祥鑄銀局之僱工                                                                                                  |
| 趙敏通         | 程          | 吉祥鑄銀局之僱工                                                                                                  |
| 李啟傑         | 標          | 吉祥鑄銀局之僱工                                                                                                  |
| 黃俊紳         | 歸          | 吉祥鑄銀局之僱工                                                                                                  |
| 黃俊紳         | 侍 衛       | 追捕嫌疑犯致北京范府（第29集）                                                                                    |
| 游 飈          | 侯 添       | 師爺 第14集作了祈福佑之替死鬼，被祈氏殺死                                                                         |
| 孫季卿         | 雲老闆      | 平遙城雲中樓之老闆                                                                                                |
| 何啟南         | 潘 彬       | 製造假銀票的人 章祟文用計令他被捕（第5集）                                                                        |
| Rhoda          | 馬利亞修女  | |
| 張國威         | 小 偷       | 從濟南到平遙（第6集）心心                                                                                         |
| 趙海晴         | 羅瑞嫻      | 大家閨秀 跟喬家世交                                                                                               |
| 吳幸美         | 娟          | 大家閨秀 羅瑞嫻之友                                                                                               |
| 張潔蓮         | 圓          | 大家閨秀 羅瑞嫻之友                                                                                               |
| 李成昌         | 邱 福       | 為其妾誕下兒子而借貸買茶莊（第8，11集） 讓方潤田和曹裕泰互相搶生意的客人                                          |
| 郭卓樺         | 惡 夫       | 被章崇文勸解衝突（第8集）                                                                                         |
| 黃鳳           | 惡夫之妻    | 被章崇文勸解衝突（第8集）                                                                                         |
| 朱維德         | 韋老闆      | 有興綢緞莊之老闆（第10，15，27集）                                                                                |
| 李海生         | 羅添壽      | 山西票業會館主席                                                                                                  |
| 魏惠文         | 毛大掌櫃    | 山西票號同業（第11集始出現）                                                                                      |
| 曹建明         | 封大掌櫃    | 山西票號同業（第11集始出現）                                                                                      |
| 邵卓堯         | 渠大掌櫃    | 山西票號同業（第11集始出現）                                                                                      |
| -              | 張 謇       | 江蘇人 恩科高中狀元（第12集）                                                                                     |
| 陳勉良         | 陳 發       | 四味軒老闆（第14，23集） 鼎豐盛之客戶                                                                             |
| 鄭家生         | 火麒麟      | 鹽梟 擄走喬蓁來勒索喬本業（第15集）                                                                               |
| 何俊軒         | 血飛鷹      | 鹽梟 |
| 彭冠中         | 鐵銅錘      | 鐵哥 官鹽廠管工                                                                                                   |
| 何偉業         | 官鹽廠工人  | |
| Joe Junior     | 施 丹       | 法蘭西商人 布仁巴圖之救命恩人兼合約僱主 懂說法語、英語及漢語                                                      |
| Anders Nelsson | 屠波夫先生  | 俄國公使（第19集出現） 安娜‧屠波夫之繼父 曾出賣章崇文、范子齊等人（第31集）                                       |
| 袁彌明         | 安娜‧屠波夫 | 本是漢人（第19集出現） 俄國公使之繼女 一直愛慕章崇文 擅長畫畫及修理洋鐘                                           |
| 蔣榮法         | 獨眼龍      | 土匪首領 |
| -              | 瑪 莉       | 英國公使夫人（第21集）                                                                                            |
| -              | 嘉莉絲      | 法蘭西公使夫人（第21集）                                                                                          |
| 劉桂芳         | 全福人      | 巴巴哈兒高娃婚禮之大妗姐（第24集）                                                                                |
| 鍾建文         | 原 燊       | 被通緝之維新黨員（第25集） 濟南人                                                                                 |
| 趙永洪         | 獄 卒       | （第26至27集） |
| -              | 約瑟芬      | 俄國公主（第27集） 懂開火槍狩獵                                                                                   |
| 彭美嫦         | 康非之母    | 曹裕泰之表嫂（第27集） 心病發死                                                                                   |
| 蘇恩磁         | 琴 娘       | 媽媽 蝶戀花之鴇母（第28集）                                                                                       |
| 李思雅         | 楚 楚       | 花玲瓏之近身婢女（第28集）                                                                                        |
| -              | 郭晶大人    | 領章崇文、王家平及蔡元到販賣假銀元的黑市場之人（第28集）                                                          |
| -              | 娉 婷       | 花玲瓏之友（第29集）                                                                                              |

## 参見
- 喬家大院

## 外部連結
- 無綫電視官方網頁 - 滙通天下
- 豆瓣电影上《滙通天下》的資料 （简体中文）